# Talaláyivka (Pryluky)
Talaláyivka (ucraniano: Талала́ївка) es un sélyshche de Ucrania perteneciente al raión de Pryluky de la óblast de Chernígov.
En 2022, la localidad tenía una población de 4562 habitantes. Es sede de un municipio que incluye como pedanías 44 localidades rurales, sumando la población municipal unos siete mil quinientos habitantes. El municipio se formó entre 2017 y 2020 mediante la fusión de todos los ayuntamientos que hasta entonces formaban el raión de Talaláyivka.
Se ubica junto al límite con la óblast de Sumy, unos 20 km al noroeste de Romný. Junto al asentamiento fluye el río Olava.

## Historia
Fue fundado en 1877 como poblado ferroviario. Recibe su nombre del vecino pueblo homónimo, ahora conocido como Stará Talaláyivka ("la Antigua Talaláyivka"). En aquella época, el pueblo era capital de una vólost, en el uyezd de Romný de la gobernación de Poltava. Con el tiempo, el centro administrativo y comercial de la vólost se fue trasladando del pueblo al nuevo poblado ferroviario. En 1933 se formó el raión de Talaláyivka, y el poblado ferroviario pasó a ser la capital distrital. Adoptó el estatus de asentamiento de tipo urbano en 1958. Se desarrolló notablemente a partir de 1972, cuando se estableció en sus afueras un gran parque de arquitectura paisajística de casi cien hectáreas, operado por un sovjós. En la época de formación del parque, el asentamiento llegó a tener casi seis mil habitantes.